# Abkally
Abkally (tiếng Ả Rập: ابقللي) là một ngôi làng Syria nằm ở Ariha Nahiyah ở huyện Ariha, Idlib. Theo Cục Thống kê Trung ương Syria (CBS), Abkally có dân số 242 trong cuộc điều tra dân số năm 2004.